# کرانچا
کرانچا (به لاتین: Krancha) یک منطقهٔ مسکونی در بلغارستان است که در شهرستان دریانوو واقع شده‌است.